# ابوالفضل بغدادی
شیخ ابوالفضل بغدادی از عرفای قرن پنجم و ششم هجری قمری است. وی در طریقت جانشین شیخ احمد غزالی (۴۵۲–۵۲۰ ه. ق) و به عنوان قطب هشتم سلسلهٔ نعمت‌اللهی در دوران غیبت کبری امام دوازدهم به حساب می‌آید.
نصرالله پورجوادی دربارهٔ شیخ احمد غزالی می‌نویسد: «در مدّت چهل سال شیخی و مرشدی، خواجه احمد شاگردان و مریدان بسیاری را تربیت کرد که سه تن از ایشان خود به مقام ارشاد رسیدند و هر یک مؤسس طریقه‌های مستقل گشتند. این سه نفر ضیاءالدّین ابونجیب سهروردی، ابوالفضل بغدادی و احمد کاتبی بلخی هستند که طریقه‌های سهروردیه و اَبهریه و کُبرویه از اوّلی و مریدانش، طریقة نعمت‌اللهّیه از دوّمی و مولویه از سوّمی منشعب شد.»

## نسبت خرقه
پیش از او (ابوالفضل بغدادی) شیخش احمد غزالی و پس از وی جانشینش شیخ ابوالبرکات است.
در طرائق الحقائق برای سال درگذشت ابوالبرکات، جانشین ابوالفضل بغدادی، سال ۵۶۲ ق را ثبت کرده است.
شاه نعمت‌الله در بیان نام مشایخ خود چنین سروده است:
| شیخ ما کامل و مکمّـل بود        |  | قطب وقت و امام عادل بود                |
| گاه ارشاد چون سخن گفتی         |  | دُر توحید را نکوسُـفتی                   |
| یافعی بود (و) نام عبدالله      |  | رهرو رهروان آن درگاه                   |
| صالح بربریّ روحانی              |  | شیخِ شیخِ من است تا دانی                 |
| پیر او هم کمال کوفی بود        |  | کز کمالش بسی کمال(ها) فزود (بفزود)     |
| باز باشد ابوالفتوحِ صعید (سعید) |  | که سعید (صعیدی) است آن سعید شهی (شهید) |
| از ابی مدین او عنایت یافت      |  | به کمال از ولیّ ولایت یافت              |
| مغربی بود مشرقی به صفا         |  | آفتاب تمام و مه‌سیما                    |
| شیخ ابی‌مدین است شیخ (سعید)     |  | که نظیرش نبود در توحید                 |
| دیگر آن عارفِ ودود بوَد          |  | کنیت او ابوالسـّعود بود                 |
| بود در اندلس ورا مسکن          |  | بس کرم کرد روح او با من                |
| پیر او بود هم ابوالبرکات       |  | به جمال و کمال و ذات و صفات‌            |
| باز ابوالفضل بود بغدادی        |  | أفضل فاضلان به استادی                  |
| شیخِ او احمد غزالی بود          |  | مظهر کامـل جلالی بود                   |

شیخ ابوالفضل بغدادی -> شیخ احمد غزالی (۵۲۰–۴۵۲ ه. ق) -> ابوبکر نساج (درگذشته ۴۸۷ ه. ق) -> شیخ ابوالقاسم گُرّکانی (متولد احتمالاً ۳۵۰ ه. ق - درگذشته ۴۵۰ ه. ق) -> شیخ ابوعثمان مغربی سعید بن سلام (۳۷۳–۲۴۳ ه. ق) -> ابوعلی کاتب (درگذشته ۳۴۹ یا ۳۵۶ ه. ق) -> شیخ ابوعلی رودباری (درگذشته ۳۲۰ تا ۳۲۳ ه. ق) -> جنید بغدادی (متولد ۲۲۰ ه. ق - درگذشته ۲۹۷ یا ۲۹۸ ه. ق)
این نسبت خرقه افزون بر دیوان شاه نعمت‌الله، در رسائل او نیز زیر عنوان «نسب خرقه» آمده است. از این گذشته رسالهٔ مفصّلی در تفسیر قرآن و هشتاد و شش رساله از آثار شاه نعمت‌الله، حاوی تذکره‌ای در شرح احوال او وجود دارد که حدود سال ۹۱۱. ق به قلم عبدالرزّاق بن عبدالکریم بن عبدالرزّاق کرمانی نوشته شده و پس از تذکرهٔ عبدالعزیز بن شیرملک واعظی قدیمی‌ترین تذکرهٔ موجود است. هر دو رساله را انجمن ایران و فرانسه در سال ۱۳۳۵. ش در مجموعه‌ای به کوشش ژان اوبن منتشر کرده است.
در کتاب رهبران طریقت و عرفان تاریخ درگذشت شیخ ابوالفضل بغدادی به سال ۵۵۰ ه. ق نوشته شده است.